# 백미경 (작가)
1971년 11월 09일~11일 사이에 대구광역시에서 태어난 드라마 작가이자 시나리오 작가 및 콘텐츠 제작자. 2000년대 MBC 및 다양한 공모전에서 당선이 되었으나 자신의 작품이 표절당한 문제로 인하여 글 쓰는일에 환멸을 느껴 낙향했다.그후 대구에서 '코 앤 패턴'이란 영어학원 강사에서 원장까지 되며 그 당시 월에 3~4천만원을 벌다가, 2010년대 경상북도 영상콘텐츠 시나리오 공모전에서 당선된 뒤, 정식 데뷔를 하게 되었다. 또한, 2010년대 '여성'을 중심으로 한 서사 드라마가 없던 시기에 '여성 서사' 장르로 JTBC 종편 케이블에서 히트를 친 작가이다. 또한, 그녀의 '여성 서사극'이 인기를 얻게된 이후로 '여성 서사극'이 많아졌다. 현재는 2019년 05월에 차린 제작사 '스토리피닉스'에 소속되어 《날 녹여주오》를 시작으로 《힘쎈여자 강남순》과 자신의 보조작가의 데뷔작인 《나는 대놓고 신데렐라를 꿈꾼다》를 제작하며, 작가와 콘텐츠 제작가라는 두개의 명칭으로 불린다. 

### 수상내역
- 2000년 제1회 MBC 프로덕션 영화 시나리오 공모 우수상
- 2012년 제10회 경상북도 영상콘텐츠 시나리오 공모전 장려상
- 2013년 SBS 극본공모전 대상
- 2014년 MBC 극본공모 미니시리즈부문 우수작
- 2024년 벡델리안 시리즈 부문 제작자 수상

### 드라마
- 2014년 SBS 2부작 특집 단막극 《강구 이야기》
- 2015년 JTBC 금토 미니시리즈 《사랑하는 은동아》
- 2017년 JTBC 금토 미니시리즈 《힘쎈여자 도봉순》[2]
- 2017년 JTBC 금토 미니시리즈 《품위있는 그녀》[3] 사전제작
- 2018년 KBS2 월화 미니시리즈 《우리가 만난 기적》[4]
- 2019년 tvN 주말 미니시리즈 《날 녹여주오》
- 2021년 tvN 주말 미니시리즈 《마인:MINE》
- 2023년 JTBC 토일 미니시리즈 《힘쎈여자 강남순》 사전제작
- 2024년 TVING 오리지널 미니시리즈 《나는 대놓고 신데렐라를 꿈꾼다》 크리에이터
- 미정 JTBC 미니시리즈 《힘쎈여자 장충동》 아직 알려진 바는 없다. 작가의 최근 인터뷰에 의하면, 남자인지 여자인지 모르다가 나중에 여자임이 밝혀지는 캐릭터라고 한다.

### 영화
- 2018년 영화 《흥부》

### 여담
• 과거 자신이 공모전에 낸 시나리오가 가로채인 일로 인해, 환멸감을 느끼고 절필한 후, 대구 달서구 상인1동에서 코앤패턴 영어학원을 하며 3등급을 1등급으로 만들어주는 스타 강사로 유명해지며 월에 3~4천씩 벌었다고 한다.
• 생활이 안정되고 더 나이를 먹으면 작가를 할 수 없다는 생각에, 다시 글을 쓰기로 결심해서 쓴 《강구 이야기》가 신인 작가 등용문 중 하나로 꼽히는 경상북도 영상콘텐츠 시나리오 공모전에 당선되어 각본가의 길을 걷고 있다. 3번의 극본이 당선됐는데 한번은 해당 담당자에게 인격적인 모독을 당해서 '읽어는 보고 지금 하시는 거냐' 고 이야기했더니, 미운털이 박혀서 계약이 안됐다고 한다.
• 집필 속도가 빠른 편이다.
• 경상북도 영상콘텐츠 시나리오 공모전 출신 작가이다.
• 2019년 05월경에 자신의 자회사 (주)스토리 피닉스를 설립했다.
• 드라마 작가이면서, 시나리오 작가이기도 하지만, 콘텐츠 제작자이기도하다. 제작사를 차린 작가는 백미경이 처음이다.
• 영국 BBC World Service에 나와 인터뷰를 했다.
• 의외로 멜로 장르를 잘 쓴다.
• 집필작 중 가장 애정하는 작품은 《힘쎈여자 도봉순》이라고 한다. '여러가지 설정이 부족하지만, 나다운 드라마이자 나만이 쓸 수 있는 장르.'라고 이야기했다.
• 작사를 하는 것이 취미라고 한다.
• 또한,《마인》의 OST Mine을 작사하였다고 한다.
• 대구에 있는 경화여자고등학교를 나왔으며. 지각을 하지 않기 위해 개구멍을 팠다가, 3년 내내 반성문을 썼다고한다.
• 유혜영 방송작가의 인스타에 올라온 계시물에 의하면, 11월 09일에서 11일 사이에 태어난 것으로 추정된다.
• 인스타그램 계정이 있다. [ 여행 1 보관용 ]이라는 타이틀의 계시물 한개가 전부다.

### 출연
• 2021년 〈유퀴즈〉 122화
• 2023년 〈송진우의 용감한 라디오〉 231205 방송
• 2024년 <아주 사적인 미술관> Ep.03 / 14F
• 2024년 <마이금희> '드라마퀸 백미경 작가'
1. ↑  《힘쎈여자 도봉순》와 《품위있는 그녀》 두 작품이다.
2. ↑  이 작품은 당초 tvN에서 먼저 검토했다가 최종 거절이 됐다.

그로 인해 당시 담당자가 시말서를 썼다고 한다.
3. ↑  이 작품은 당초 SBS에서 검토했으나 자극적인 이야기가 지상파에선 부담스럽다는 이유로 불발된 뒤, JTBC에서 방영되었다고 한다.

또한  JTBC의 첫 10%대 시청률을 안겨준 드라마이며, 2016년 10월부터 2017년 02월까지 사전제작된 드라마이다.
4. ↑  작가 본인의 말에 의하면, 이 작품에 경우 데뷔 이전부터 써놨던 대본이었다고 한다. 초기 제목은 《거꾸로 가는 송패밀리》라는 말이 있다.
5. ↑  “Instagram”. 2024년 10월 23일에 확인함.
6. ↑  “Instagram”. 2024년 10월 23일에 확인함.